# Felipe Calderón
Felipe de Jesús Calderón Hinojosa (Morelia, 18 agosto 1962) è un politico messicano, presidente del Messico dal 2006 al 2012.

## Studi e carriera
Laureatosi in giurisprudenza 1987 nella Escuela Libre de Derecho a Città del Messico, Calderón ha conseguito un Master in economia nel Instituto Tecnológico Autónomo de México (ITAM).
Aderì al Partito Azione Nazionale (PAN), divenendo segretario del movimento giovanile, e si candidò come governatore del Michoacán nel 1995.
Candidato per le elezioni presidenziali del 2006, Calderón batté con uno scarto di 240.000 voti, il rivale Andrés Manuel López Obrador, candidato del Partito della Rivoluzione Democratica (PRD), che denunciò brogli elettorali e scatenò una protesta popolare che bloccò il centro storico di Città del Messico per settimane, ma il Tribunale elettorale senza ricontare i voti confermò la vittoria di Calderón (6 settembre 2006).
Il suo mandato è cominciato il 1º dicembre 2006, per terminare sei anni dopo.
Calderon ha fatto della lotta al narcotraffico uno dei punti cardine della propria azione di governo: in virtù di questo impegno, ben 20.000 uomini delle forze armate sono impiegati nella lotta contro la criminalità organizzata ed il narcotraffico. Per quanto il problema sia ancora lontano dall'essere risolto, è stato aumentato e perfezionato l'appoggio economico e tecnico degli Stati Uniti.
È sposato con Margarita Zavala Gómez del Campo dal 1994 e ha tre figli: María, Luis Felipe e Juan Pablo.

## Presidenza
Pochi mesi dopo la sua elezione, ha deciso di militarizzare la lotta contro il traffico di droga. Tuttavia, questa politica ha portato a una situazione descritta come "spaventosa" dal punto di vista umanitario (più di 60.000 morti) causata dalla violenza scatenata dei cartelli e dalle numerose esazioni (premi in denaro) alle forze armate. In termini economici, il debito estero è aumentato di più del 90% sotto il mandato di Felipe Calderón e il tasso di povertà è aumentato.
Il suo governo è stato il primo al mondo a utilizzare il software di spionaggio israeliano Pegasus, usato per spiare avversari politici e giornalisti. È stato poi spiato dal governo di Enrique Peña Nieto utilizzando questo software.
Dopo aver lasciato l'incarico, è entrato nel consiglio di amministrazione della società spagnola Iberdrola (specializzata, tra l'altro, nello sfruttamento del gas), i cui interessi aveva favorito durante la sua presidenza.